# Musserakis sulawesiensis
Musserakis sulawesiensis ist eine Art der Spulwürmer, die bei der in Indonesien beheimateten Rattenart Echiothrix centrosa vorkommt. Sie ist bislang der einzige Vertreter der Gattung.

## Merkmale
Merkmale der Gattung sind die drei abgerundeten Lippen, die durch Seitenlappen verbunden sind. Die dorsale Lippe hat zwei Papillen trägt, die beiden seitlich-unteren jeweils eine und die Amphiden-Pore. Die Zwischenlippen bilden leicht gebogene, nicht rückläufige und nicht verbundene Cordons. Die Seitenflügel sind in der Ösophagusregion am breitesten und werden nach hinten schmaler. Der Ösophagus ist relativ lang, die hintere kolbige Erweiterung (Bulbus) mit einer Klappe versehen. Die Kaudalflügel sind breit und mit drei Papillenpaaren besetzt. Der Schwanz weist wenige sessile Papillen auf. Vor der Kloake liegt der durch einen deutlichen Wall abgesetzte Genitalsaugnapf. Die beiden Spicula ähneln sich und sind flügellos.
Männchen von Musserakis sulawesiensis sind 2,61 bis 3,47 mm lang und in der Körpermitte 115 bis 131 µm breit, Weibchen 3,2 bis 3,5 mm lang und 128 bis 147 µm breit. Der Vorderkörper ist rückenwärts aufgekrümmt. Die Zervikalflügel sind dreieckig und spitz und beginnen vor dem Nervenring. Nach hinten laufen sie in die Seitenflügel des Körpers aus. Deiriden sind nicht erkennbar, der Körper ist ohne Papillen. Der Genitalsaugnapf der Männchen hat einen Durchmesser von 35 µm und liegt 85 µm vor der Kloake. Die beiden Spicula sind 67 bis 263 µm lang. Der Schwanz hat 10 Papillenpaare und endet in einer schlanken Spitze. Die Vulva der Weibchen liegt etwa 2 mm hinter dem Vorderende (ca. 60 % der Körperlänge) und hinter ihr liegt ein kleines Höckerchen. Die dicke, muskulöse Vagina biegt zunächst nach vorn, dann als Ovijektor scharf nach hinten und geht deutlich hinter der Vulva in die Uteri über. Der vordere Eierstock endet hinter dem Ösophagus-Darm-Übergang, der hintere in Höhe des Anus. Die Eier sind dickschalig mit konkaver Ornamentierung an der Oberfläche, bei Abgabe nicht embryoniert und 59–72 × 40–48 µm groß.